# Нейгел, Стивен
Сти́вен Рэй Не́йгел (англ. Steven Ray Nagel; 27 октября 1946 — 21 августа 2014) — астронавт НАСА. Совершил четыре космических полёта на шаттлах: STS-51G (1985, «Дискавери»), STS-61A (1985, «Челленджер»), STS-37 (1991, «Атлантис») и STS-55 (1993, «Колумбия»), полковник ВВС США.

## Личные данные и образование
Родился 27 октября 1946 года в городе Кантон, штат Иллинойс. Жена Линда Годвин — (астронавт США) из Хьюстона, штат Техас, у них было две дочери. Увлекался спортом, полётами и музыкой. Его родители, проживали в Кантоне, штат Иллинойс. Отец жены, Джеймс М. Годвин, проживал в Окридже, штат Миссури. В 1964 году Нейгел окончил среднюю школу в Кантоне, штат Иллинойс. В 1969 году в Университете штата Иллинойс получил степень бакалавра наук в области авиации и астронавтики. В 1978 году в Университете штата Калифорния, во Фресно, получил степень магистра наук в области машиностроения.

## ДоНАСА
В 1969 году Нейгел, пройдя в Университете штата Иллинойс программу подготовки офицеров, был зачислен в Резерв ВВС. В феврале 1970 года он завершил бакалавриат подготовки пилотов на авиабазе ВВС «Ларедо», штат Техас. А впоследствии был переведён на авиабазу ВВС «Лак», штат Аризона, для обучения пилотирования F-100. С октября 1970 года до июля 1971 года Нейгел служил пилотом самолёта F-100 в 68-й Тактической истребительной эскадрильи на авиабазе «Англия», штат Луизиана. 1 год прослужил в качестве инструктора Т-28 для лаосских ВВС в окрестностях Международного аэропорта «Удонтхани», город Удонтхани, Таиланд. После возвращения в Соединённые Штаты в октябре 1972 года, был пилотом-инструктором на A-7D и экспертом-планировщиком полетов на авиабазе «Англия», штат Луизиана. С февраля 1975 по декабрь 1975 года Нейгел служил пилотом ВВС США на авиабазе Эдвардс в Калифорнии. В январе 1976 года был назначен в 6512-ю эскадрилью летчиков-испытателей на этой же авиабазе. Как летчик-испытатель, он работал над различными проектами, которые включали полеты на F-4 и A-7D. Общий налёт составляет 9 400 часов, из них — 6 650 часов на реактивных самолётах.

## Космическая подготовка
16 января 1978 года был зачислен в отряд астронавтов НАСА во время 8-го набора. Прошёл курс общекосмической подготовки (ОКП) и в августе 1979 года был зачислен в отдел астронавтов в качестве специалиста полёта.

## Космические полёты
- Первый полёт — STS-51G[4], шаттл «Дискавери». C 17 по 24 июня 1985 года в качестве специалиста полета. Продолжительность полёта составила 7 суток 1 час 39 минут[5].
- Второй полёт — STS-61A[6], шаттл «Челленджер». C 30 октября по 6 ноября 1985 года в качестве пилота. Продолжительность полёта составила 7 суток 0 часов 45 минут[7].
- Третий полёт — STS-37[8], шаттл «Атлантис». C 5 по 11 апреля 1991 года в качестве командира корабля. Продолжительность полёта составила 5 суток 23 часа 33 минуты[9].
- Четвертый полёт — STS-55[10], шаттл «Колумбия». C 26 апреля по 6 мая 1993 года в качестве командира корабля. Продолжительность полёта составила 9 суток 23 часа 40 минут[11].

Общая продолжительность полётов в космос — 30 суток 1 час 37 минуты.

## После полётов
28 февраля 1995 года Нейгел уволился из ВВС. Он ушёл из Офиса астронавтов с 1 марта 1995 года. Перешёл на должность заместителя директора по производству, развитию, безопасности, надёжности и качества полётов в Космическом центре имени Джонсона, в Хьюстон, штат Техас. В сентябре 1996 года Нейгелу переданы самолёты оперативного отдела, где он исполняет свои обязанности в качестве научного эксперта полётов. Осенью 2011 года, Нейгел и его жена Линда переехала в Колумбию, штат Миссури, где они преподавали в Университете Миссури. Нейгел являлся доцентом в инженерном отделе, специализирующийся на авиационных и космических двигателях, доктор Линда Годвин является доцентом на кафедре физики, специализирующихся в области астрономии.
Последние два года жизни был болен раком. Скончался в Колумбии (Миссури) 21 августа 2014 года на 68-м году жизни.

## Награды и премии
Награждён: Крест лётных заслуг (США), Медаль похвальной службы (США) (1978), Медаль «За исключительные заслуги» (1988, 1989), Медаль «За выдающееся лидерство» (1992), Медаль «За выдающуюся службу» (НАСА) (1994), Медаль «За космический полёт» (1985, 1985, 1991 и 1993) и многие другие.